# Autographa lambdaaurina
Autographa lambdaaurina är en fjärilsart som beskrevs av Stephens 1850. Autographa lambdaaurina ingår i släktet Autographa och familjen nattflyn. Inga underarter finns listade i Catalogue of Life.